# Dwi Agustiawati
Dwi Agustiawati (* 10. August 1989 in Bongas Wetan) ist eine indonesische Badmintonspielerin. 

## Karriere
Dwi Agustiawati belegte in der indonesischen Superliga 2011 Rang vier mit dem Team von PB Mutiara. In den Einzeldisziplinen belegte sie bei den Malaysia International 2010 und den Indonesia International 2010 jeweils Rang drei im Damendoppel mit Ayu Rahmasari. Ein Jahr später war sie sowohl im Doppel als auch im Mixed bei den Giraldilla International 2011 erfolgreich.